# Centrolene hybrida
A Centrolene hybrida a kétéltűek (Amphibia) osztályába, a békák (Anura) rendjébe, ezen belül az üvegbékafélék (Centrolenidae) családjának Centrolene nembe tartozó faj.

## Előfordulása
Kolumbiában elterjedt, endemikus faj. Természetes élőhelye a szubtrópusi és trópusi nedves hegyi erdők és folyóvizek.